# Boreostaura
Boreostaura is een geslacht van vlinders van de familie tandvlinders (Notodontidae).

## Soorten
- B. costalis Kiriakoff, 1979
- B. variabilis Kiriakoff, 1979
- B. vittata Kiriakoff, 1979